# سیارک ۲۳۰۱
سیارک ۲۳۰۱ (به انگلیسی: 2301 Whitford، نامگذاری:1965WJ) دو هزار و سیصد و یکمین سیارک کشف شده‌است که در ۲۰ نوامبر ۱۹۶۵ کشف شد.
قدر مطلق سیارک برابر ۱۰٫۸۰ است.